# Lenore (Ballade)

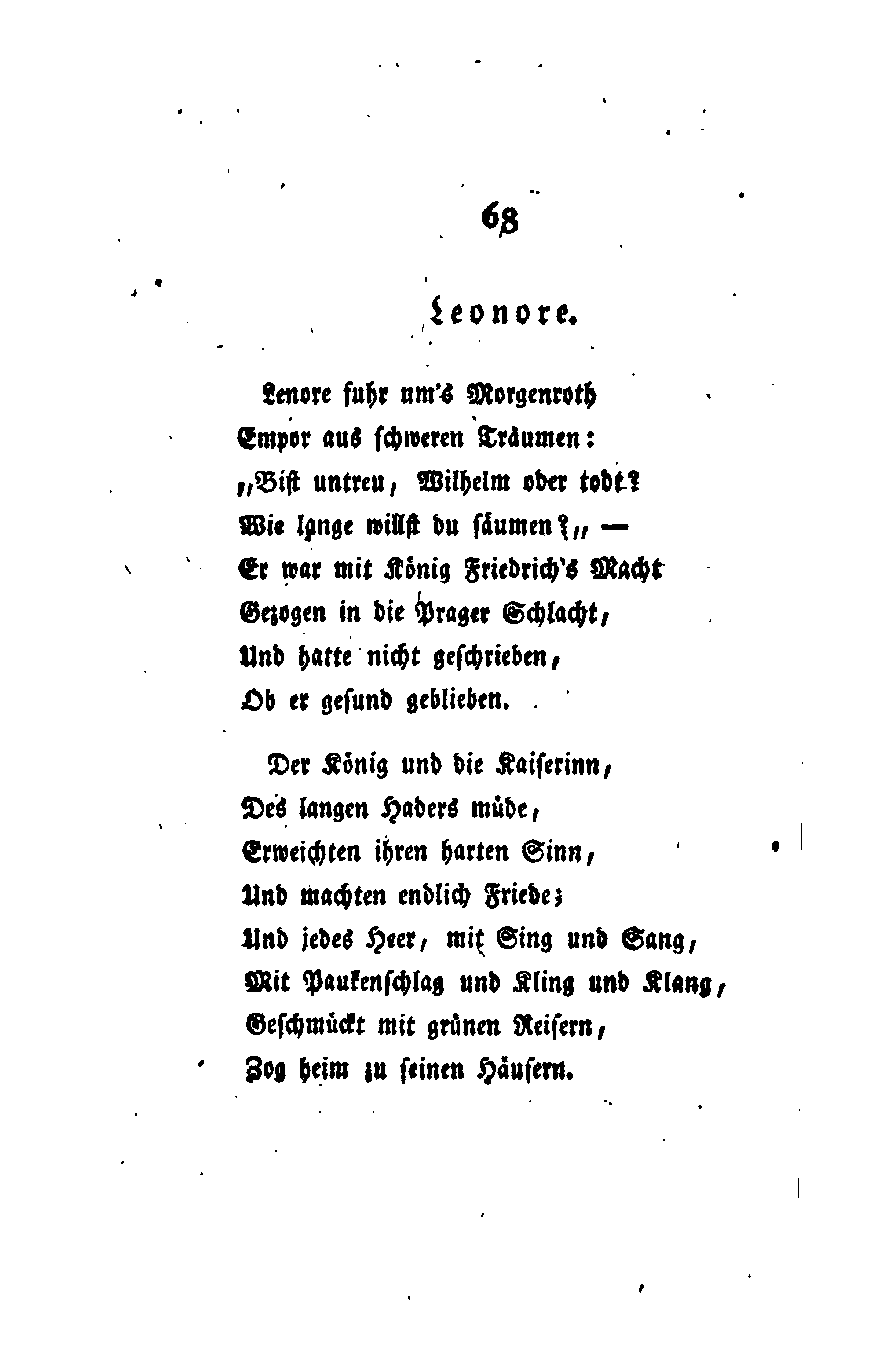
Lenore, Ausgabe von 1817, Verlag Dieterichsche Buchhandlung

Illustration zu Lenore von Frank Kirchbach (1896)

Lenore bzw. Leonore ist eine Ballade des deutschen Dichters Gottfried August Bürger. Sie entstand im Jahre 1773 (einigen Quellen zufolge 1774) in Gelliehausen.
Die Ballade ist aufgrund ihrer Unheimlichkeit und Warnung vor Blasphemie heute immer noch sehr bekannt und gilt nach den Geschichten um den Lügenbaron Karl Friedrich Hieronymus von Münchhausen als wichtigstes Werk Gottfried August Bürgers. Sie bescherte ihm auch international erhebliche Popularität. Die Figur der Lenore inspirierte auch andere Künstler, z. B. Edgar Allan Poe (The Raven). Eine nachdichtende Übersetzung (William and Helen) ist Walter Scotts erstes veröffentlichtes Werk.

## Inhalt
Die Schlacht bei Prag ist vorbei, doch Lenores Verlobter Wilhelm ist noch immer nicht aus dem Siebenjährigen Krieg heimgekehrt. Seit er mit König Friedrich in die Schlacht gezogen ist, bangt Lenore um ihn und hofft jeden Tag auf seine Rückkehr, ohne jedoch von ihm zu hören. Sie beginnt mit Gott zu hadern und sagt, dass er ihr nie etwas Gutes getan habe. Die Mutter bittet um Vergebung für ihre Tochter, da sie weiß, dass solch ein Denken Blasphemie ist und in die Hölle führt. Schließlich erscheint der tote Wilhelm als Geist und entführt Lenore zu einem Ritt durch die Nacht, auf dem ihnen viele andere Geister und „Gesindel“ begegnen. Schlussendlich nimmt er sie mit in seinen Sarg und bringt sie so ins Totenreich.

## Aufbau

### Einleitung
Strophen 1–4
In der Einleitung wird der Sachverhalt dem Lesenden nahegebracht und verständlich gemacht.
Der König und die Kaiserin,

Des langen Haders müde,

Erweichten ihren harten Sinn

Und machten endlich Friede;
Hier wird auf die Vergangenheit und die Situation in der Gegenwart eingegangen und das Leiden der Lenore, die auf ihren heimkehrenden Verlobten wartet, beschrieben.

### Dialog
Strophe 5–12
Der zweite Teil der Ballade besteht aus einem Dialog zwischen der Mutter und Lenore. Der Dialog dreht sich um Wilhelm und Gott. Lenore hadert aufgrund des schweren Schicksalsschlages mit Gott und beschimpft ihn, die Mutter versucht ihre Gotteslästerung zu beenden und sagt, dass Wilhelm wohl in Ungarn eine andere Frau gefunden habe und dass sie von ihm loslassen solle.
„Hör, Kind! Wie, wenn der falsche Mann

Im fernen Ungerlande

Sich seines Glaubens abgetan

Zum neuen Ehebande? –––“
Lenore lässt sich davon jedoch nicht beruhigen und sagt, dass das einzige, was sie trösten könnte, der Tod sei.
„O Mutter! was ist Seligkeit?

O Mutter! was ist Hölle?

Bei ihm, bei ihm ist Seligkeit,

Und ohne Wilhelm, Hölle!

Lisch aus, mein Licht! auf ewig aus!“
Der Abschnitt endet damit, dass Lenore bis in die Nacht mit Gott hadert und wütet, die Mutter ist stets bemüht, sie zu beruhigen.

### Ritt und Tod
Strophe 13–32
Im dritten Abschnitt kehrt Wilhelm als Untoter wieder und überredet seine Verlobte dazu, mit ihm zu reiten, da er sie in ihr Hochzeitsbett bringen will. Nach der Einleitung und dem Dialog sorgt der dritte Teil für die Spannung und den dramatischen Aspekt in der Ballade. Nach Lenores Aufforderung an Wilhelm, in das Haus zu kommen, antwortet dieser:
„Ich darf allhier nicht hausen!

Komm, schürze, spring und schwinge dich

Auf meinen Rappen hinter mich!

Muß heut noch hundert Meilen

Mit dir ins Brautbett eilen.“
Auch sagt er, dass sie nur zu Mitternacht die Pferde satteln und von Böhmen aus reiten.
Lenore ist schließlich, wenn auch mit Zweifeln, einverstanden und reitet mit ihrem verstorbenen Verlobten durch die Nacht. Während des Ritts begegnen sie vielen Geistern und Gesindel. Allmählich beginnt Lenore zu begreifen, dass ihr Verlobter tot ist.
Schließlich wird Lenore in ihr „Hochzeitsbett“ gebracht („Sechs Bretter und zwei Brettchen“), das sich als Sarg herausstellt. Sie stirbt und wird für ihre Gotteslästerung bestraft.

## Versstruktur
Die 32 Strophen der Ballade bestehen aus jeweils 8 Zeilen mit dem Reimschema ABABCCDD. Dabei sind die Zeilen A und C vierhebige Jamben mit männlicher Endung, und B und D sind dreihebige Jamben mit weiblicher Endung.

## Botschaft
Lenore soll belehren und eine Botschaft vermitteln. Das Hauptmotiv der Ballade ist die Sünde der Gotteslästerung (Blasphemie) und ihre unausweichliche Sühnung (die Sünderin stirbt am Ende der Geschichte). Die Mutter bittet im Dialog um Vergebung für die Sünden ihrer Tochter („Ach, daß sich Gott erbarme“) und sagt ihr mehrmals, dass alles, was Gott tut, Sinn habe und zu einem guten Ende führe.
Diese Thematik war in der Entstehungszeit der Ballade aktuell und bildete eine zentrale theologische Fragestellung, die sogenannte Theodizee:
- Ist alles vorherbestimmt?
- Warum lässt Gott Dinge wie Krieg und Tod zu?
- Werden wir je den Grund und Sinn solcher Tragödien erfahren?

So die zentralen Fragen von Lenore. Die Entscheidungen Gottes zu hinterfragen, stellt Bürger als Gotteslästerung dar. Dies wollte er anhand eines Beispiels verständlich machen und kritisieren, sowie die Menschen davor warnen, Gottes Entscheidungen zu hinterfragen bzw. Gott nur für die negativen Ereignisse verantwortlich zu machen.
Lenores Blasphemie wird nur in dem zweiten Abschnitt (Dialog mit der Mutter) behandelt. Hier jedoch häufig und an vielen Stellen:
- „Bei Gott ist kein Erbarmen“
- „Gott hat an mir nicht wohlgetan!“
- „Was half, was half mein Beten?“

Am Ende der Ballade stirbt Lenore aufgrund ihrer Lästerung („des Leibes bist du ledig“). Vielleicht bereut sie sogar ihre Sünde, jedenfalls wird die Möglichkeit ihrer Erlösung nicht ausgeschlossen („Gott sei der Seele gnädig“).

## Vertonung
Der Komponist und Notenverlags-Gründer Johann André (1741–1799) war im Jahr 1775 der erste, der das Werk durchkomponierte, während bei bisherigen Vertonungen der Lenore alle 32 Strophen auf ein und dieselbe Melodie gesungen wurden.
Maria Theresia Paradis (1759–1824) veröffentlichte 1790 die Vertonung Lenore für Singstimme und Cembalo. Anton Reicha (1770–1836) komponierte 1806 seine Kantate Lenora. Karl von Holtei veröffentlichte 1829 seine Dramatisierung Leonore. Vaterländisches Schauspiel mit Gesang in drei Abtheilungen. Franz Liszt schrieb 1857 sein erstes Melodram Lenore. Joachim Raff nannte seine 5. Sinfonie in E-Dur (1872) Lénore. Henri Duparc komponierte 1875 seine sinfonische Dichtung Lénore. Antonio Smareglia inspirierte die Ballade 1876 zu Leonora, sinfonia descrittiva.

## Sonstiges

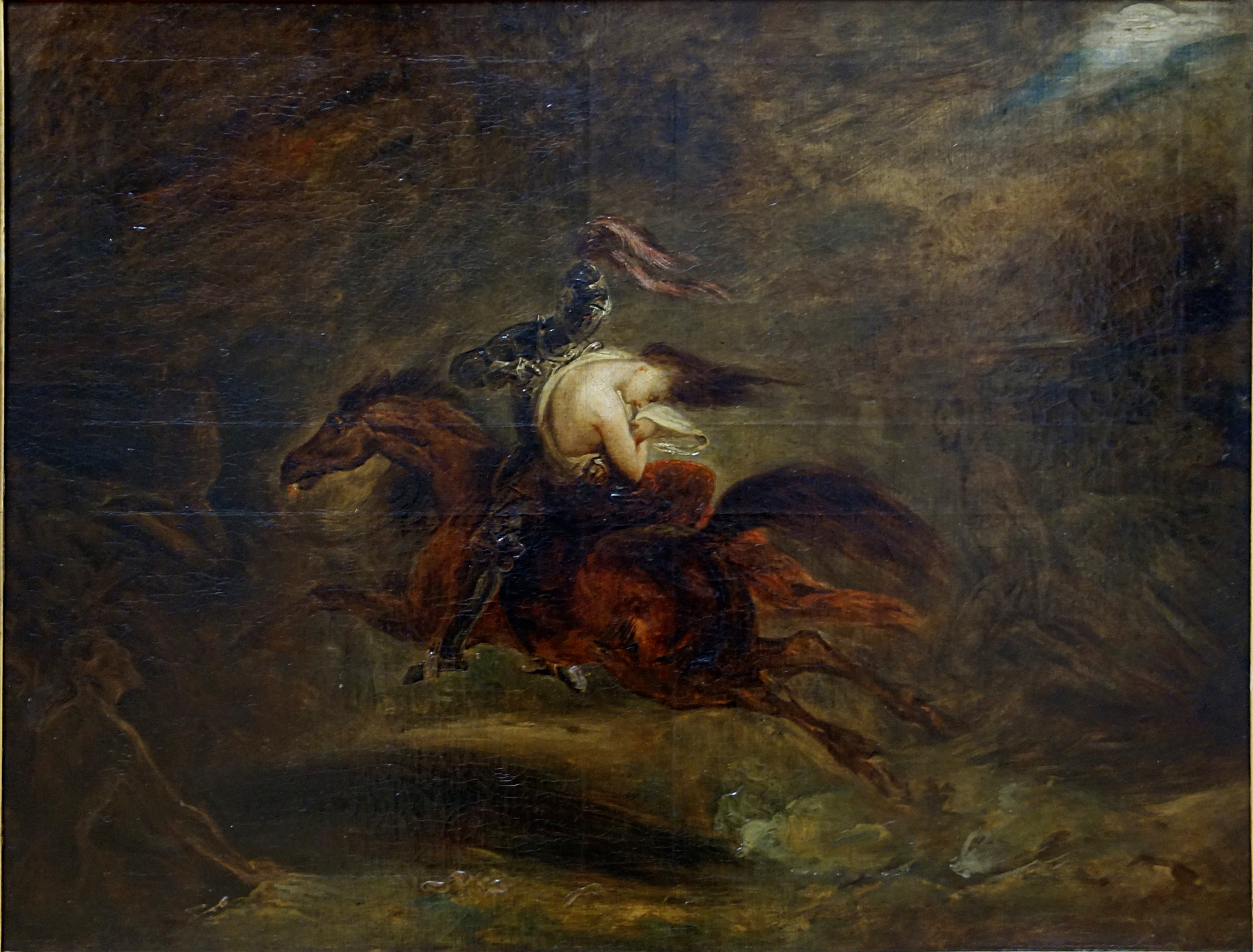
Ary Scheffer: Lénore. Les morts vont vite („Lenore. Die Toten reiten schnell“)

Johann Karl August Musäus’ Erzählung Die Entführung hat Anklänge an die Ballade.
Der Maler Ary Scheffer schuf mehrere Bilder mit Bezug auf Bürgers Gedicht.
August von Kotzebue lässt in seinem Lustspiel Die deutschen Kleinstädter (1802) den Dichter Sperling Verse aus Lenore in unpassendem Zusammenhang zitieren („Holla, holla, tu auf mein Kind“ etc.).
In seinem berühmten Gedicht Der Rabe verwendet Edgar Allan Poe den Namen Lenore für seine verstorbene Geliebte als Anspielung auf Bürgers Ballade. Die Lenore beeinflusste auch die Ballade Die Flucht (1832, Ucieczka) des polnischen Dichters Adam Mickiewicz.
Den aus der Ballade stammenden Satz „[Denn] die Todten reiten schnell“ verwendete Bram Stoker in seinem Roman Dracula (1897) und in der postum veröffentlichten Geschichte Draculas Gast, was auf einen möglichen Einfluss der Ballade auf Stoker schließen lässt. Der Satz wird auch in der TV-Serie Penny Dreadful vom Charakter Abraham van Helsing gegenüber Victor Frankenstein zitiert. Des Weiteren verwendete die Dark-Wave-Band Sopor Aeternus den Satz als Titel ihres 2003 erschienenen Albums Es reiten die Toten so schnell, und er wird in dem Song Bondage Goat Zombie der Metal-Band Belphegor zitiert.
Aspazija verwendet den gespenstischen Bräutigam der Lenore in der letzten Strophe ihres 1899 erschienenen Gedichts Spoku jājiens („Der Geisterritt“; mit dem Titel Fin de siècle 1904 aufgenommen in Aspazijas zweiten Gedichtband Dvēseles krēsla) als Metapher für das zu Ende gehende Jahrhundert:
Bin auf dem Geisterross Lenore …

So fahles Licht der Mondschein spend’t –

Und der mich trägt, der Totenbräut’gam,

Umfassend mich mit Knochenhänd’,

Ist – das Jahrhundert, das zuend’.
2007 versuchte der österreichische Dokumentarfilm Die Vampirprinzessin, Indizien für die These zu sammeln, Fürstin Eleonore von Schwarzenberg sei zu Lebzeiten für eine Vampirin gehalten worden und habe als Namensgeberin für die Ballade gedient.